# Soteriología

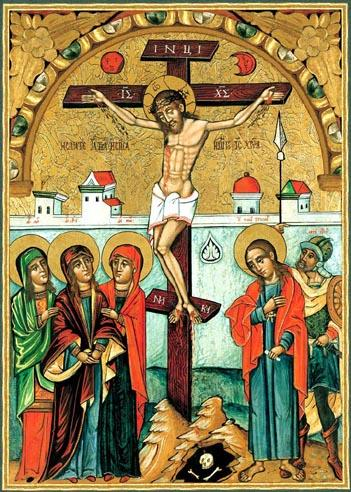
Jesús crucificado

La soteriología es la rama de la teología que estudia la salvación. El término proviene del griego σωτηρία (sōtēria, 'salvación') y λογος (logos, 'estudio de').
Según la religión de que se trate se obtienen conceptos muy distintos:
- La mitología egipcia se refiere a la salvación del Ka y la momificación solemne, aunque no se detalla un plan de salvación muy definido.

- En el islam se describe la salvación del creyente escapando del fuego infernal cumpliendo los cinco pilares.

- En el budismo el fiel debe destruir el ciclo de reencarnaciones, dejando atrás el deseo como causa del sufrimiento cultivando una moral y ética estrictas mediante el noble camino óctuple.

- El hinduismo aconseja llevar una vida ordenada de acuerdo a la ley natural y ética del dharma para obtener la liberación y escapar de la rueda del sufrimiento.

- El judaísmo tiene una similitud soteriológica con las otras dos religiones monoteístas en cuanto a la observación de una Ley y una vida moral y física correctas.

- En el cristianismo la doctrina de la salvación se centra en la persona y obra de Jesucristo y cómo se hace posible la salvación espiritual en Él, creyendo que su sacrificio sustituye el castigo personal por el pecado (muerte), lo que implica un arrepentimiento y una vida transformada a la voluntad de Dios. En algunas iglesias y ramas se tienen diferentes conceptos, como (en el protestantismo) la salvación solo por la fe en Cristo. En el catolicismo; la doctrina de la salvación se centra no solamente en la persona y obra de Jesucristo sino también en el cumplimiento de los rituales y sacramentos ordenados por la Iglesia Católica, en sujeción a ella y al sucesor de San Pedro, en la fe en sus dogmas, doctrinas y en las buenas obras y proceder de cada persona.